# 5832 Martaprincipe
5832 Martaprincipe este un asteroid din centura principală de asteroizi.

## Descriere
5832 Martaprincipe este un asteroid din centura principală de asteroizi. A fost descoperit pe 15 iunie 1991 la Observatorul Palomar de Eleanor Francis Helin. Asteroidul prezintă o orbită caracterizată de o semiaxă mare de 2,63 ua, o excentricitate de 0,12 și o înclinație de 28,2° în raport cu ecliptica.